# La Taupe de Langley
La Taupe de Langley est le 90e roman de la série SAS, écrit par Gérard de Villiers, publié aux éditions Gérard de Villiers.
L'action du roman est censée se dérouler en 1988, essentiellement aux  États-Unis, en Allemagne et à Saint-Domingue. Langley (Virginie) est le siège de la CIA.
Malko Linge est chargé de retrouver un haut responsable de la CIA qui a fourni pendant des années des renseignements à l'Union soviétique.

## Résumé
Décembre 1987. Vitaly Tolkachev, général soviétique, a décidé de trahir son pays et de passer à l'Ouest. Alors qu'il se trouve en Allemagne pour être exfiltré vers les États-Unis, une bombe explose, le tuant lui et son escorte. Un problème de taille se pose : comment les Soviétiques ont-ils pu être si vite au courant de la trahison, alors que seules quatre personnes étaient au courant ? Y aurait-il une « taupe » (traître) au sein de l'Agence ? Peu après, Paul Kramer, responsable de la Division D de la CIA chargée des écoutes, est avisé par un appel téléphonique que la CIA va être prochainement informée du fait qu'il a trahi son pays au profit de l'Est, et qu'il doit prendre immédiatement la fuite. 
Précipitamment, Paul Kramer décide de s'enfuir avec sa maîtresse Kareen Norwood vers Saint-Domingue, où il se cache. Pendant ce temps, Malko Linge est chargé par Franck Woodmill, Directeur-adjoint des opérations spéciales, de retrouver Paul Kramer, de le ramener aux États-Unis et de faire la lumière, si possible, sur l'affaire de l'attentat contre Vitaly Tolkachev. Avec ses vieux amis de la CIA Chris Jones et Milton Brabeck, Malko se rend à Saint-Domingue où, grâce à l'aide d'une jeune femme prénommée Flor Mochis, il retrouve la trace de Kramer. Néanmoins Flor est tuée à l'instigation du sinistre colonel Gomez, lié aux narco-trafiquants et qui tire d'importants revenus d'établissements de prostitution. Un autre agent de Malko, Jim Harley, est lui aussi assassiné. En fin de compte, Paul Kramer tente de s'embarquer sur un navire soviétique se rendant en Amérique centrale, mais il est tué au moment de l'interpellation, durant laquelle Chris Jones est grièvement blessé. Malko se rend dans un bordel pour libérer Kareen Norwood, faite prisonnière par des mafieux du colonel Gomez et utilisée comme objet sexuel. Elle est délivrée. Lors du retour de l'équipe aux États-Unis, Milton Brabeck, en écoutant l'une des cassettes audio de musique de Kareen, entend le message de celui qui avait averti Kramer que sa couverture était grillée et l'avait incité à fuir. De retour au siège de la CIA, à Langley, Franck Woodmill et Milton Brabeck écoutent la bande magnétique et sont estomaqués : la voix enregistrée est celle de William Nolan, le no 2 de la CIA, l'adjoint du directeur-général. Serait-il la « taupe » ? Ils tiennent conseil et décident d'enquêter sur Nolan et de le suivre dans le plus grand secret.
Apparemment, Nolan a une vie simple et bien réglée. Il travaille beaucoup, il n'a pas de vices connus, son fils John est mort le 17 décembre 1967 durant la Guerre du Viêt-Nam. Veuf depuis 1969, il a refait sa vie avec une secrétaire de la CIA, Shawn MacKenzie. L'équipe de Malko, à laquelle s'est rajoutée Jessica Hayes, la nièce de Franck Woodmill, le suit en filature. On ne trouve rien. Finalement, on découvre que William Nolan a pu éventuellement communiquer des documents par l'intermédiaire d'un fleuriste, Harry Feinstein, au cimetière d'Arlington, le jour de l'anniversaire des vingt années du décès de John Nolan. Harry Feinstein est un ancien ukrainien, qui est venu aux États-Unis 15 ans avant en passant par le Canada, et qui pourrait être l'officier-traitant du KGB de William Nolan. Plus tard, Jessica Hayes est assassinée alors qu'elle rentrait chez elle ; sa petite fille est retrouvée morte aussi. En l'absence du Directeur-général de la CIA, l'intérim est assumé par… William Nolan. Woodmill est obligé de lui parler de Feinstein, ce qui alerte le directeur-général-adjoint. William Nolan sent une pression psychologique monter en lui, si bien qu'il donne un rendez-vous à Feinstein. Les deux sont pris en filature. La rencontre entre les deux hommes a lieu : le lecteur a la confirmation que c'est bien Harry Feinstein qui a assassiné Jessica Hayes et sa fille, car Jessica avait emporté par mégarde un stylo qui servait à transmettre des messages secrets et qui portait les initiales « W. N. ». Nolan est très mécontent de ce double meurtre et est sur le point de tuer Harry Feinstein, lorsque ce dernier lui tire dessus, se sentant en danger. Feinstein est ensuite tué par Milton Brabeck sur les lieux de la rencontre. Grièvement blessé au crâne par Feinstein, William Nolan est transporté mourant à l'hôpital.
Avant de décéder à l'hôpital, William Nolan révèle qu'il trahissait son pays depuis une douzaine d'années (1975), par pur idéalisme et pacifisme. À son enterrement, il y a le directeur général de la CIA, les principaux membres de la communauté du renseignement du pays, ainsi que Ronald Reagan, président des États-Unis.